# Florence Thomas
Florence Marie Therèse Thomas (Ruan, Francia, 1943) es una psicóloga, columnista, escritora y activista feminista colombofrancesa. 

## Trayectoria
Es considerada una de las voces más influyentes del movimiento por los derechos de la mujer en Colombia. Entre sus obras más destacadas se encuentran Conversaciones con Violeta, El macho y la hembra reconstruidos,  Había que Decirlo y Conversaciones con un hombre ausente. En el 2005 obtuvo el premio Premio Nacional de Periodismo Simón Bolívar a mejor columna de opinión. En el  2017 fue condecorada por el gobierno francés con la Orden Nacional de la Legión de Honor en el grado de Caballero. Actualmente escribe para  el diario de circulación nacional El Tiempo.
En 2011 se convirtió en ciudadana colombiana. En 2009 participó en el libro "Manual de ateología" sumándose a otras personalidades que manifestaron públicamente su ateísmo.
Viajó a Colombia, donde se vinculó laboralmente con la Universidad Nacional de Colombia luego de ser entrevistada por la profesora Rosa Tanco en 1967. Su primera clase fue de la misma temática de su maestría,  sobre sicología social. Estas primeras clases fueron en francés, con un traductor al castellano.
Desde el grupo de investigación Mujer y Sociedad cuestionó en ambiente patriarcal de la Universidad y la falta de debate en temas relacionados a las mujeres. Junto con las profesoras Yolanda Puyana, María Imelda Ramírez y Yolanda López abordaron temas relacionados con trabajo social, mientras que con la profesora Giomar Dueñas el grupo de investigación abordó la historia.
El grupo comienza a virar hacia el estudio de "género" más que únicamente al de "mujer" en los años 90.
También ha sido docente de la Universidad Pedagógica Nacional, donde se vinculó a grupos de mujeres. Entre ellas, la profesora Socorro Ramírez.

## Biografía
Una de sus profesoras de filosofía del Liceo Juana de Arco, donde estudió en su adolescencia, fue la primera persona en enseñarle las pastillas anticonceptivas, diciéndole a sus alumnas "Mujeres, tengo en mis manos su liberación. Esta profesora fue alumna de Simone de Beauvoir.
Estudió sicología en Ruan y París. Luego, realizó una maestría en sicología. 